# Heinrich Adolf Dresler
Heinrich Adolf Dresler (* 31. März 1835 in Siegen; † 26. Februar 1929 in Kreuztal) war Industrieller und Mitglied des Deutschen Reichstags.

## Leben
Dresler besuchte die höhere Bürgerschule in Siegen und studierte in Bonn und Berlin das Berg- und Hüttenfach. Er war 1887 bis 1916 für den Wahlkreis Siegen Mitglied des Westfälischen Provinzial-Landtages und des Provinzial-Ausschusses und ferner Mitglied des Kreistages und des Kreisausschusses des Kreises Siegen.
Dresler war technischer Leiter eines Drahtwalzwerks in Kreuztal, welches er unter der Firma H.A. & W. Dresler gemeinsam mit seinem Bruder Wilhelm in Kreuztal führte. 1900 wurde dieses in eine GmbH umgewandelt. Weiter war er Vorstand des Grubenvorstands der Gewerkschaft Eisenzeche, Vorsitzender des Aufsichtsrats der Geisweider Eisenwerke und Mitbegründer der Eisern-Siegener Eisenbahn, sowie der Siegener Bank.
Von 1893 bis 1898 war er Mitglied des Deutschen Reichstags für den Wahlkreis Regierungsbezirk Arnsberg 1 Wittgenstein, Siegen, Biedenkopf und die Nationalliberale Partei.
Politisch setzte er sich für eine Börsen- und Luxussteuer sowie für Schutzzölle ein.
In Kreuztal gibt es einen nach der Fabrikantenfamilie benannten Dreslers Park.
Heinrich Adolf Dresler war seit 1872 verheiratet mit Clementina geborene Klein (1851–1925); aus der Ehe entstammten drei Kinder, darunter Carl-Wilhelm Dresler.